# Francisco Nicholson
Francisco António de Vasconcelos Nicholson, más conocido como Francisco Nicholson (Lisboa, Portugal; 26 de junio de 1938 – ibídem, 12 de abril de 2016) fue un actor, director de escena, dramaturgo y argumentista televisivo portugués. También ha escrito la letra de varias canciones para competiciones musicales, como «Oração», que participó en el Festival de la Canción de Eurovisión 1964, o «Amar é vencer», que participó en el III Festival Internacional de la Canción de Portugal.

## Filmografía
- (1997) Tentação